# 전문직

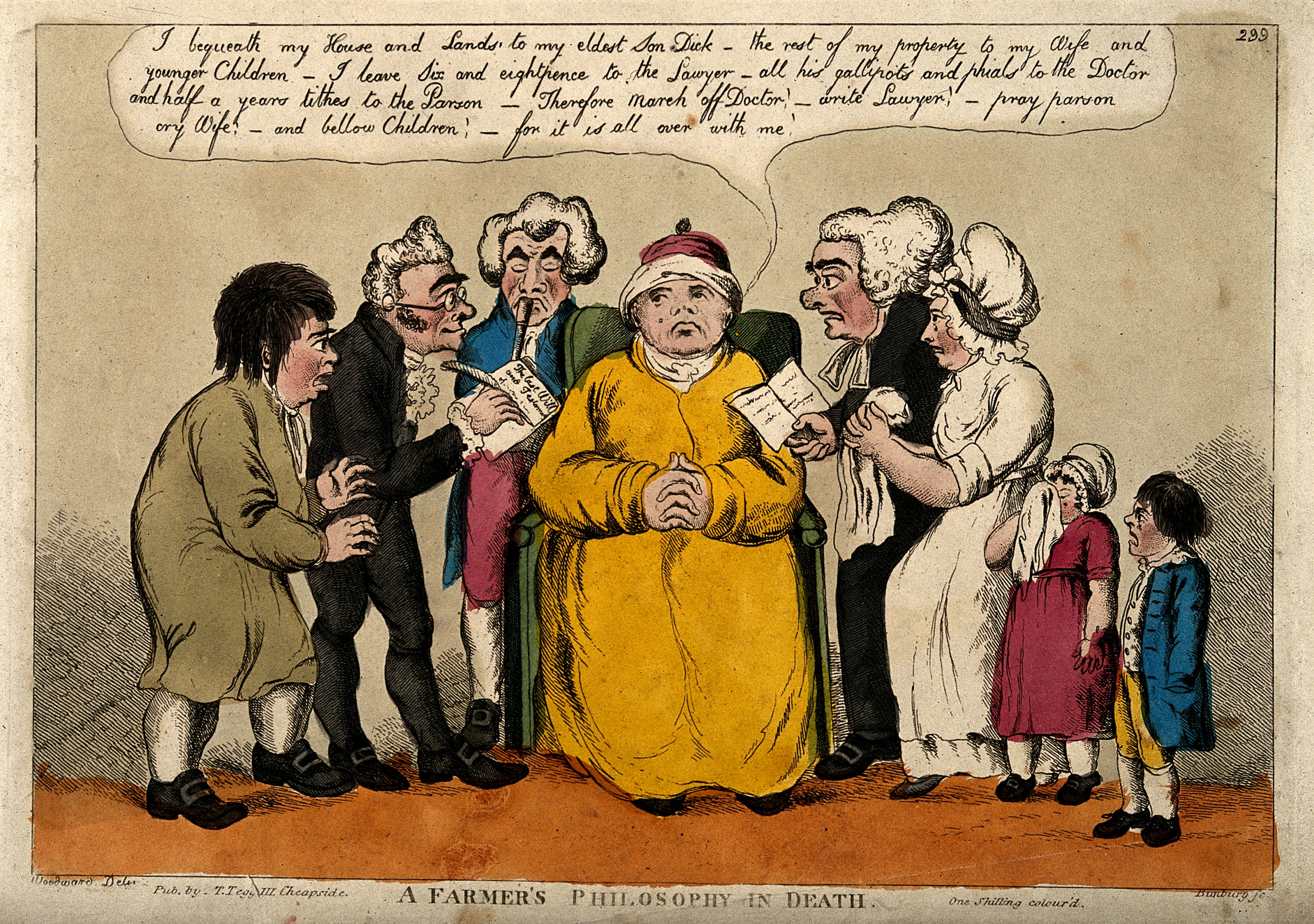
농부가 의사, 대리인, 변호사와 상담하는 19세기의 에칭

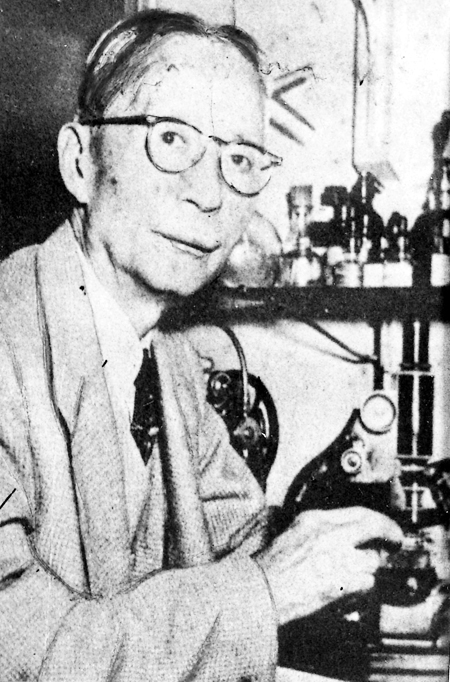
대한민국의 정치인·언론인이자, 대한제국의 독립운동가·의사였던 1948년의 서재필 선생

전문직(專門職, 영어: Profession)은 전문성을 필요로 하는 직업으로, 일반적으로 전문화된 교육의 과정을 거쳐 고도의 지적 작업을 성취해내는 직업을 가리킨다. 현대에 와서는 의미가 다양해졌으나, 전통적인 의미의 전문직 종사자라 하면 박사 또는 그에 준하는 학력을 갖춘 자를 가리키는 것으로써, 대학교수, 의료인, 성직자, 법조인 등을 가리키는 말이다. 흔히 고위직이라는 말과 비슷한 의미로 사용되곤 하는데, 이는 일반적으로 전문직 종사자들은 수입이나 명예에 있어서 높은 성취를 얻는 경우가 많기 때문이다.
전문적 요건으로 구성되어 국가나 협회 등의 큰 단체에서 주관하는 별도의 선발과정을 거치며 취득할 수 있는 직위라면 전문직으로 인정되며, 이에 따라 초·중등학교의 교원 또한 교육 전문직으로 인정될 수 있다. 또 전문직에 준한 기술을 가진 사람은 장인(master)이라고 하였다. 이는 오랜기간 동안 숙련되어야 가능한 기술을 습득한, 전문직에 상응한 경력과 명예를 가진 사람을 일컫는 말이다.

## 밀러슨의 6가지 전문직 요건
밀러슨(Millerson)은 21명의 평가자에 의해 열거된 특성을 분석하고 가장 높은 빈도의 것으로 다음과 같은 것을 든다.
- 첫째, 전문직은 이론적 지식에 기초한 기능을 필요로 한다.
- 둘째, 그 기능은 훈련과 교육을 필요로 한다.
- 셋째, 전문직 종사자는 시험에 합격하는 것과 같이 자신의 능력이 입증되어야 한다.
- 넷째, 행동규범을 준수함으로써 청렴성을 보여야 한다.
- 다섯째, 공공의 복리에 도움이 되는 봉사를 해야 한다.
  - 대다수가 전문직이라고 주장하는 직업들 중 다른 요건들은 만족하지만 다섯번째(봉사) 항목은 만족하지 못하는 직업들이 많다.
- 여섯째, 전문직은 조직화를 이루고 있다.

## 전문직 자율성의 사회경제적 토대
전문가집단의 자율성에 대한 기존의 논의들을 기능론적 접근과 권력중심적 접근으로 나누어 비판적으로 살펴보고 전문직 자율성을 이해하기 위해 보다 비교역사적인 접근이 필요함을 제기한다. 비교역사적 접근은 전문직과 전문직에 대한 규제를 제도화하는 과정과 형식에 있어서 개별사회가 가지는 차이와 다양성에 주목하며 개사회의 역사적 환경의 변화와 전문직서비스 규제를 둘러싼 다양한 사회집단간의 상호관계에 그 분석의 초점을 맞춘다. 전문직 자율성에 대한 비교역사적 접근은 전문직 자율성을 이해하는 데 있어서 다음과 같은 이론적 함의를 갖는다. 우선 전문직 자율성과 그것의 제도화는 전문직과 전문직서비스시장 내부에 국한된 문제로 이해할 것이 아니라 거시적인 사회구조와 사회변화와의 연관하에서 이해하여야 하며 전문직 자율성의 특정한 형식을 조건짓는 개별사회의 역사적 환경과 변화에 주목하여야 한다는 점이다. 두 번째로 전문직의 자율성이 제도화되는 과정에서 개별사회의 전문직과 국가, 시장과의 관계는 서로 대립적인 것이 아니라 상호의존적이며 그렇기 때문에 전문직의 자율성을 국가나 시장의 간섭과 서로 대응되는 개념으로 이해할 수 없다는 점이다. 마지막으로 전문직 자율성은 하나의 고정불변하는 제도적 형태가 아니라 특정한 사회조건의 변화 안에서 다양한 사회집단들 간의 갈등과 연대과정을 통해서 끊임없이 새로 정립되는 역사적 산물로 이해하여야 한다는 점이다.

## 은행에서 인정하는 고소득 전문직 종류
- 법조인
  - 판사
  - 검사
  - 변호사

- 의료인
  - 의사
  - 치과의사
  - 한의사

- 법무관련 전문직
  - 변리사
  - 법무사
  - 손해사정사
- 인사관련 전문직
  - 공인노무사
- 회계관련 전문직
  - 공인회계사
  - 세무사
  - 관세사
- 학자·교육자
  - 4년제 대학 교수 (정교수)
- 기술관련 전문직
  - 건축사
- 부동산관련 전문직
  - 감정평가사
- 약사
- 수의사

## 같이 보기
- 프로페셔널
- 전문 학위
- 직업훈련
- 법조윤리
- 직업 윤리